# Bombus ardens
Bombus ardens là một loài Hymenoptera trong họ Apidae. Loài này được Smith mô tả khoa học năm 1879.

## Hình ảnh

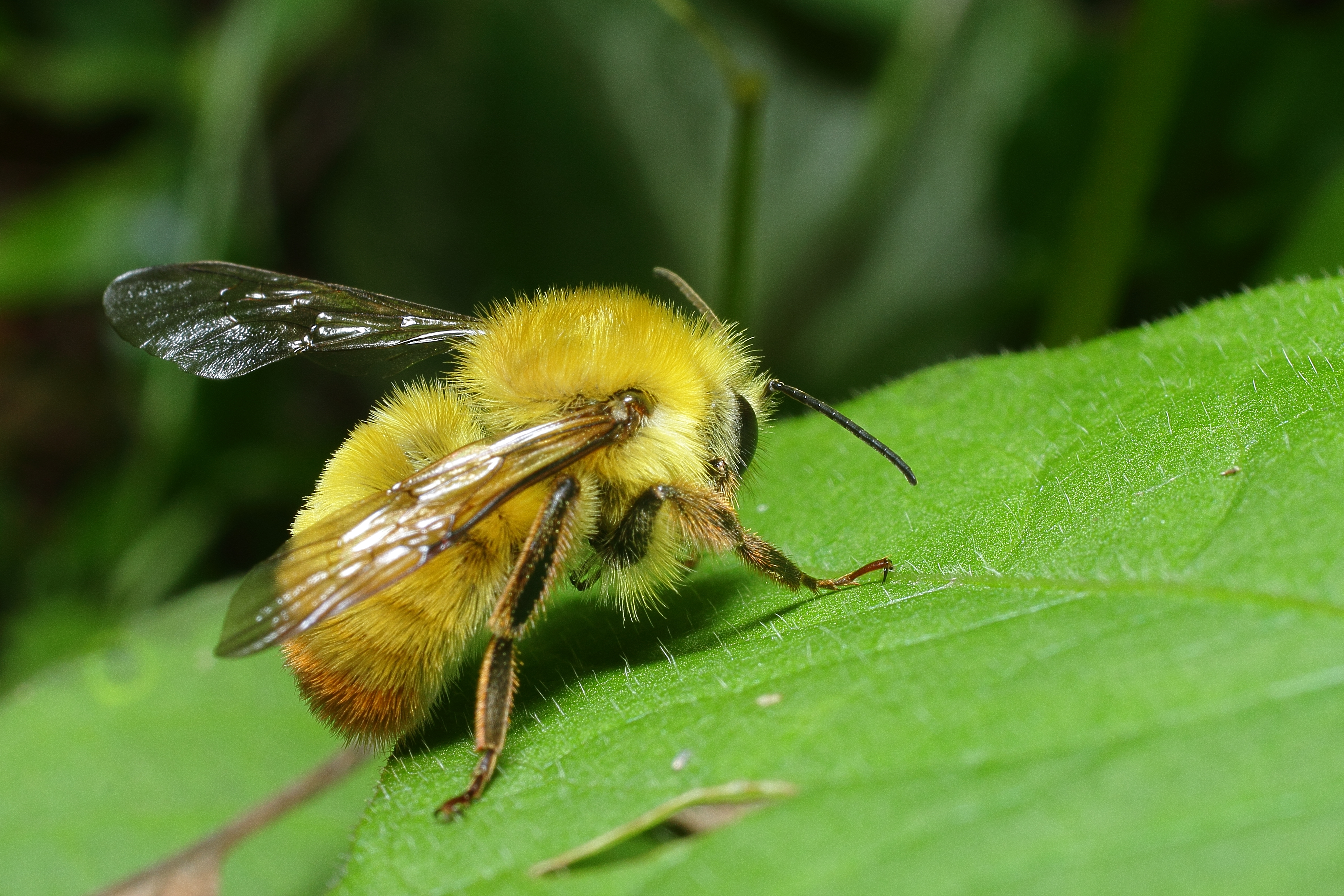
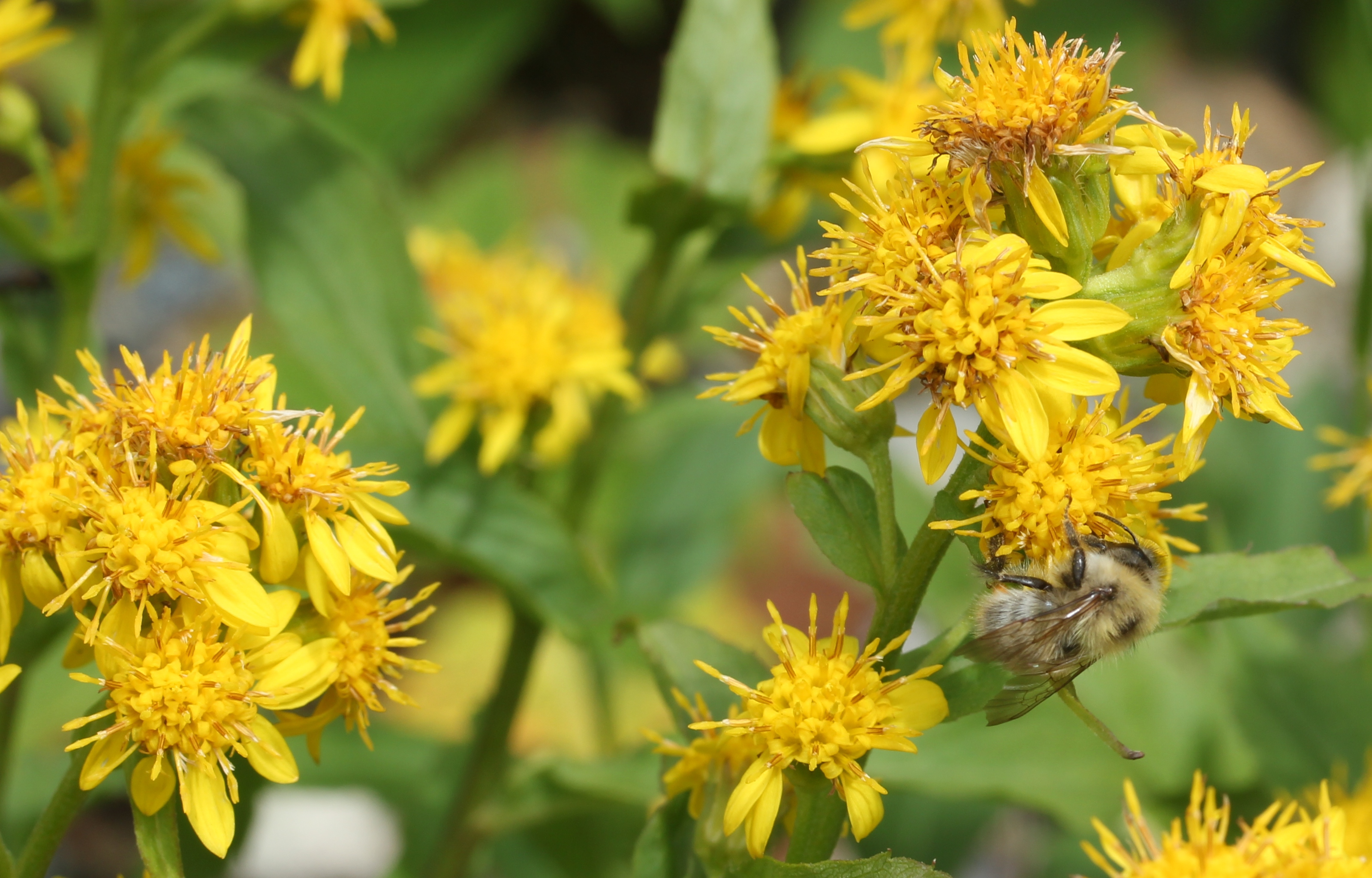